# Burg Bezděz

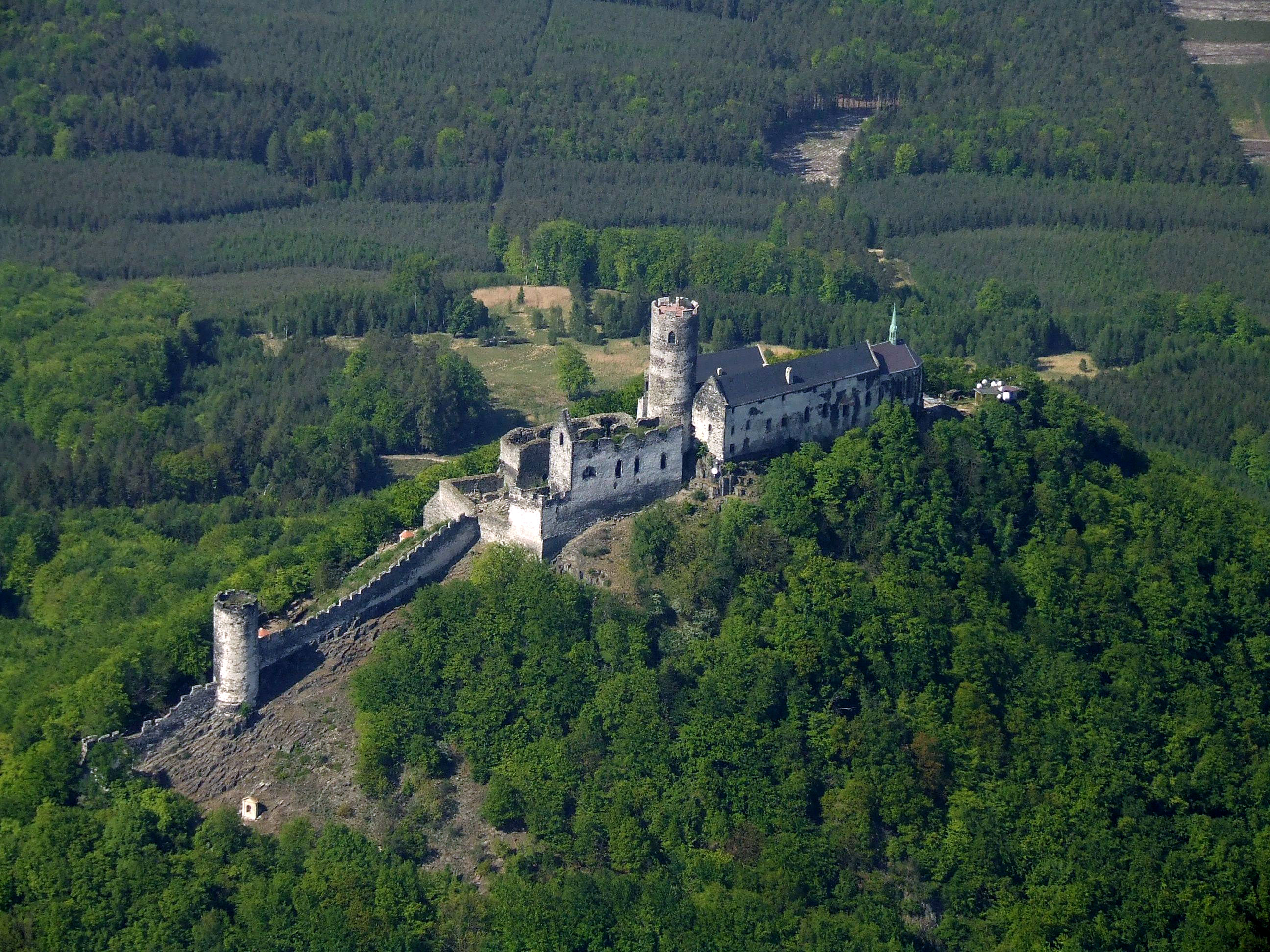
Blick auf die Burg Bezděz

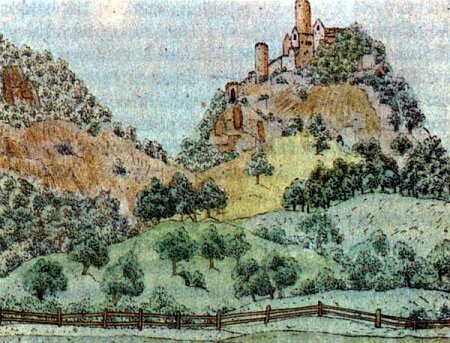
Zeichnung des Schriftstellers Karel Hynek Mácha

Die Burg Bezděz (deutsch: Burg Bösig) ist die Ruine einer gotischen Höhenburg. Sie befindet sich auf dem Bezděz in der Gemeinde Bezděz im Norden Tschechiens. Durch die schwere Zugänglichkeit wurde die mittelalterliche Burg später kaum umgebaut und das ursprüngliche Aussehen blieb bis heute erhalten. Bezděz inspirierte viele Künstler durch ihre Lage und malerisches Aussehen, vor allem den romantischen Dichter Karel Hynek Mácha.

## Geschichte
Den Befehl zum Bau der Burg gab 1264 König Přemysl Ottokar II. Sie übernahm die Funktion der älteren Burg Houska, die wegen beengter räumlicher Verhältnisse den Anforderungen des Königs nicht mehr genügte. Kurz nach der Fertigstellung im Jahre 1278 wurde hier 1279 der Königsanwärter Wenzel II. mit seiner Mutter Kunigunde von Halitsch eingesperrt. Die Krone Böhmen hielt die Burg bis 1420.
Nach der Schlacht am Weißen Berg erhielt Albrecht von Wallenstein den Besitz. In den 20er Jahren des 17. Jahrhunderts ließ er die Burg erstmals in größerem Maße umbauen. Die Burg wurde dann aber doch von den Schweden eingenommen und war anschließend nicht mehr bewohnt. In der zweiten Hälfte des 17. Jahrhunderts diente sie den Mönchen von Montserrat als Wallfahrtsort, gewidmet der Heiligen Maria. 1785, nach Auflösung des Ordens durch Kaiser Joseph II. wurde die Burg verlassen. Seit der Mitte des 19. Jahrhunderts kam es zu umfangreichen Restaurierungen.

## Anlage
Beide Teile der zweiteiligen Innenburg bilden parallel zu den Burgmauern verbundene Palastflügel mit den Wohnräumen im ersten Obergeschoss. An der höchsten Stelle befindet sich der Bergfried. An den Königspalast ist eine Kapelle angebaut, in der sich eine Umgangstribüne befindet. Von der Unterburg zieht sich entlang des Zugangsweges eine Befestigungsmauer mit drei Toren und einem kleinen Wachturm, dem sogenannten Teufelsturm. Die frühgotische Burg war gut wärmegedämmt und durch die weit vorgelagerten Festungsmauern gut geschützt. So war sie vor größeren Umbauten zunächst verschont geblieben. Durch Albrecht von Wallenstein erhielt die Burg zusätzlich drei Bastionen in Dreiecksform und eine viereckige Bastei.